# Melanie Luck von Claparède
Melanie Luck von Claparède-Crola (* 17. September 1943 in Hannover) ist eine deutsche Professorin für Kunstgeschichte und Buchautorin.
Sie wuchs in Deutschland, Namibia und Südafrika auf. Zeitweise war sie im Internat in Simbach. 1956 zog sie nach Westerstede. 1963 machte sie ihr Abitur und studierte Kunstgeschichte, Klassische Archäologie in Freiburg im Breisgau, Wien und Basel sowie Kirchengeschichte in Paris und Basel. 1969 promovierte sie bei Hermann Fillitz in Basel über die Profane Wandmalerei des 14. Jh. zwischen Zürich und Bodensee. Aus dem Umkreis der Manesse’schen Liederhandschrift.
Im Auftrag des niedersächsischen Ministeriums für Wissenschaft und Kultur arbeitet sie an einer Rahmenrichtlinie für die Gymnasien mit. Zeitweise war sie im Kunsthandel und der Denkmalpflege tätig. 13 Jahre lang unterrichtete sie Kunstgeschichte am Gymnasium Westerstede.
Von 1982 bis 1994 war sie an der Fachhochschule Oldenburg Fachbereich Architektur Lehrbeauftragte und danach bis 2010 Honorarprofessorin für Kunstgeschichte, Architekturgeschichte und Gartenarchitektur. Zwischen 1994 und 2003 war sie Gastprofessorin am Virginia Polytechnic Institute and State University, College of Architecture and Urban Studies in den USA.
Zwischen 2004 und 2012 war sie Vorsitzende der Stiftung Kunst und Kultur der Stadt Westerstede.
1994 erhielt sie den Literaturpreises für Baukultur des Deutschen Architektur- und Ingenieurvereins (DAI) für das Gesamtkonzept.
Sie hat zwei Töchter und lebt in Greding.